# Брандиццо
Брандиццо (итал. Brandizzo, пьем. Brandis) — коммуна в Италии, расположена в области Пьемонт, в провинции Турин.
Население составляет 8007 человек (2008 г.), плотность населения составляет 1249,14 чел./км². Занимает площадь 6 км². Почтовый индекс — 10032. Телефонный код — 011.
Покровителем коммуны почитается святой апостол Иаков Зеведеев, празднование 25 июля.

## Демография
Динамика населения:

## Администрация коммуны
- Официальный сайт: http://www.comune.brandizzo.to.it/